# 요코세정
요코세정(横瀬町)은 도쿠시마현 가쓰우라군에 있던 정이다. 현재의 가쓰우라정 북동부에 해당한다.

## 역사
- 1889년 10월 1일 - 정촌제 시행에 의해 가쓰우라군 4촌의 구역으로 요코세촌이 성립하였다.
- 1926년 2월 11일 - 정으로 승격해 요코세정이 되었다.
- 1955년 3월 1일 - 이쿠히나촌과 합병해 가쓰우라정이 성립, 동일 요코세정은 폐지되었다.

## 참고문헌
- 角川日本地名大辞典 36 徳島県